# Nastro d'argento al millor actor protagonista
El Nastro d'argento (Cinta de plata) és un premi cinematogràfic assignat cada any, des de 1946, pel Sindicat Nacional de Periodistes Cinematogràfics Italians (SNGCI), l'associació de crítics de cinema italians. Aquesta és la llista dels guanyadors del Nastro d'argento al millor actor protagonista. Marcello Mastroianni ha estat el màxim guanyador amb set Nastro d'argento al millor actor rebuts entre 1955 i 1991, seguit de Vittorio Gassman i Nino Manfredi, ambdós guanyadors quatre vegades.

## Llista de guanyadors
| Any     | Аctor              | Аctor                | Pel·lícula                                            |        |
| ------- | ------------------ | -------------------- | ----------------------------------------------------- | ------ |
| 1945—46 |                    | Andrea Checchi       | Due lettere anonime                                   | [ 3 ]  |
| 1946—47 |                    | Amedeo Nazzari       | Il bandito                                            | [ 4 ]  |
| 1947—48 |                    | Vittorio De Sica     | Cuore                                                 | [ 4 ]  |
| 1948—49 |                    | Massimo Girotti      | In nome della legge                                   | [ 5 ]  |
| 1949—50 |                    | No fou concedit      |                                                       | [ 5 ]  |
| 1950—51 |                    | Aldo Fabrizi         | Prima comunione                                       | [ 5 ]  |
| 1951—52 |                    | Totò                 | Guardie e ladri                                       | [ 6 ]  |
| 1952—53 |                    | Renato Rascel        | Il cappotto                                           | [ 6 ]  |
| 1953—54 |                    | Nino Taranto         | Anni facili                                           | [ 6 ]  |
| 1954—55 |                    | Marcello Mastroianni | Giorni d'amore                                        | [ 7 ]  |
| 1955—56 |                    | Alberto Sordi        | Lo scapolo                                            | [ 7 ]  |
| 1957    |                    | No fou concedit      |                                                       | [ 8 ]  |
| 1958    |                    | Marcello Mastroianni | Le notti bianche                                      | [ 8 ]  |
| 1959    |                    | Vittorio Gassman     | I soliti ignoti                                       | [ 8 ]  |
| 1960    |                    | Alberto Sordi        | La grande guerra                                      | [ 9 ]  |
| 1961    |                    | Marcello Mastroianni | La dolce vita                                         | [ 9 ]  |
| 1962    |                    | Marcello Mastroianni | Divorzio all'italiana                                 | [ 9 ]  |
| 1963    |                    | Vittorio Gassman     | Il sorpasso                                           | [ 10 ] |
| 1964    |                    | Ugo Tognazzi         | Una storia moderna - L'ape regina                     | [ 10 ] |
| 1965    |                    | Saro Urzì            | Sedotta e abbandonata                                 | [ 11 ] |
| 1966    |                    | Nino Manfredi        | Questa volta parliamo di uomini                       | [ 11 ] |
| 1967    |                    | Totò                 | Uccellacci e uccellini                                | [ 11 ] |
| 1968    |                    | Gian Maria Volonté   | A ciascuno il suo                                     | [ 12 ] |
| 1969    |                    | Ugo Tognazzi         | La bambolona                                          | [ 12 ] |
| 1970    |                    | Nino Manfredi        | Nell'anno del Signore                                 | [ 13 ] |
| 1971    |                    | Gian Maria Volonté   | Indagine su un cittadino al di sopra di ogni sospetto | [ 13 ] |
| 1972    |                    | Riccardo Cucciolla   | Sacco e Vanzetti                                      | [ 13 ] |
| 1973    |                    | Giancarlo Giannini   | Mimì metallurgico ferito nell'onore                   | [ 14 ] |
| 1974    |                    | Giancarlo Giannini   | Film d'amore e d'anarchia                             | [ 15 ] |
| 1975    |                    | Vittorio Gassman     | Profumo di donna                                      | [ 15 ] |
| 1976    |                    | Michele Placido      | Marcia trionfale                                      | [ 15 ] |
| 1977    |                    | Alberto Sordi        | Un borghese piccolo piccolo                           | [ 16 ] |
| 1978    |                    | Nino Manfredi        | In nome del Papa Re                                   | [ 16 ] |
| 1979    |                    | Flavio Bucci         | Ligabue                                               | [ 17 ] |
| 1980    |                    | Nino Manfredi        | Café Express                                          | [ 17 ] |
| 1981    |                    | Vittorio Mezzogiorno | Tre fratelli                                          | [ 18 ] |
| 1982    |                    | Ugo Tognazzi         | La tragedia di un uomo ridicolo                       | [ 18 ] |
| 1983    |                    | Francesco Nuti       | Io, Chiara e lo Scuro                                 | [ 19 ] |
| 1984    |                    | Carlo Delle Piane    | Una gita scolastica                                   | [ 19 ] |
| 1985    |                    | Michele Placido      | Pizza Connection                                      | [ 20 ] |
| 1986    |                    | Marcello Mastroianni | Ginger e Fred                                         | [ 21 ] |
| 1987    |                    | Roberto Benigni      | Daunbailò                                             | [ 21 ] |
| 1988    |                    | Marcello Mastroianni | Otxi txèrnie                                          | [ 22 ] |
| 1989    |                    | Gian Maria Volonté   | L'Oeuvre au noir                                      | [ 22 ] |
| 1990    |                    | Vittorio Gassman     | Lo zio indegno                                        | [ 23 ] |
| 1991    |                    | Marcello Mastroianni | Verso sera                                            | [ 23 ] |
| 1992    |                    | Roberto Benigni      | Johnny Stecchino                                      | [ 24 ] |
| 1993    |                    | Diego Abatantuono    | Puerto Escondido                                      | [ 24 ] |
| 1994    |                    | Paolo Villaggio      | Il segreto del bosco vecchio                          | [ 25 ] |
| 1995    |                    | Alessandro Haber     | La vera vita di Antonio H.                            | [ 25 ] |
| 1996    |                    | Sergio Castellitto   | L'uomo delle stelle                                   | [ 26 ] |
| 1997    |                    | Leonardo Pieraccioni | Il ciclone                                            | [ 27 ] |
| 1998    |                    | Roberto Benigni      | La vita è bella                                       | [ 27 ] |
| 1999    |                    | Giancarlo Giannini   | La stanza dello scirocco                              | [ 28 ] |
| 2000    |                    | Silvio Orlando       | Preferisco il rumore del mare                         | [ 28 ] |
| 2001    |                    | Stefano Accorsi      | Le fate ignoranti                                     | [ 28 ] |
| 2002    |                    | Sergio Castellitto   | L'ora di religione                                    | [ 28 ] |
| 2003    |                    | Neri Marcorè         | Il cuore altrove                                      | [ 28 ] |
| 2003    |                    | Gigi Proietti        | Febbre da cavallo - La mandrakata                     | [ 28 ] |
| 2004    |                    | Alessio Boni         | La meglio gioventù                                    | [ 28 ] |
| 2004    | Fabrizio Gifuni    |                      | La meglio gioventù                                    | [ 28 ] |
| 2004    | Luigi Lo Cascio    |                      | La meglio gioventù                                    | [ 28 ] |
| 2004    | Andrea Tidona      |                      | La meglio gioventù                                    | [ 28 ] |
| 2004    |                    | Roberto Herlitzka    | Buongiorno, notte                                     | [ 28 ] |
| 2005    |                    | Toni Servillo        | Le conseguenze dell'amore                             | [ 28 ] |
| 2006    |                    | Pierfrancesco Favino | Romanzo criminale                                     | [ 28 ] |
| 2006    | Kim Rossi Stuart   |                      | Romanzo criminale                                     | [ 28 ] |
| 2006    | Claudio Santamaria |                      | Romanzo criminale                                     | [ 28 ] |
| 2007    |                    | Silvio Orlando       | Il caimano                                            | [ 28 ] |
| 2008    |                    | Toni Servillo        | La ragazza del lago                                   | [ 28 ] |
| 2009    |                    | Toni Servillo        | Il divo                                               | [ 28 ] |
| 2010    |                    | Elio Germano         | La nostra vita                                        | [ 28 ] |
| 2010    |                    | Christian De Sica    | Il figlio più piccolo                                 | [ 28 ] |
| 2011    |                    | Kim Rossi Stuart     | Vallanzasca - Gli angeli del male                     | [ 29 ] |
| 2012    |                    | Pierfrancesco Favino | ACAB - All Cops Are Bastards и Romanzo di una strage  | [ 30 ] |
| 2013    |                    | Aniello Arena        | Reality                                               | [ 31 ] |
| 2014    |                    | Fabrizio Bentivoglio | Il capitale umano                                     | [ 32 ] |
| 2014    | Fabrizio Gifuni    |                      | Il capitale umano                                     | [ 32 ] |
| 2015    |                    | Alessandro Gassmann  | Il nome del figlio i I nostri ragazzi                 | [ 33 ] |
| 2016    |                    | Stefano Accorsi      | Veloce come il vento                                  | [ 34 ] |
| 2017    |                    | Renato Carpentieri   | La tenerezza                                          | [ 35 ] |
| 2018    |                    | Marcelo Fonte        | Dogman                                                | [ 36 ] |
| 2018    | Edoardo Pesce      |                      | Dogman                                                | [ 36 ] |
| 2019    |                    | Pierfrancesco Favino | Il traditore                                          | [ 37 ] |
| 2020    |                    | Pierfrancesco Favino | Hammamet                                              | [ 38 ] |